# Stoenești, Vâlcea
Stoenești là một xã thuộc hạt Vâlcea, România. Dân số thời điểm năm 2002 là 3933 người.